# Diacyclops thomasi
Diacyclops thomasi – gatunek widłonoga z rodziny Cyclopidae. Opisał go w 1882 roku amerykański zoolog Stephen Alfred Forbes, nadając mu nazwę Cyclops thomasi.